# Haubourdin
Haubourdin (ndl.: Harbodem) ist eine französische Stadt mit 14.922 Einwohnern (Stand 1. Januar 2022) im Département Nord in der Region Hauts-de-France. Sie gehört zum Arrondissement Lille und zum Kanton Faches-Thumesnil.

## Geografie
Die Stadt Haubourdin ist eine banlieue sechs Kilometer südwestlich von Lille. Die Nachbargemeinden sind: Emmerin, Santes, Sequedin, Loos und Hallennes-lez-Haubourdin. In Haubourdin überquert die Autoroute A25 die kanalisierte Deûle.

## Geschichte
Haubourdin wurde erstmals in einer Schenkungsurkunde aus dem Jahr 1127 erwähnt, als Simon von Vermandois, Bischof von Tournai und Noyon, die örtliche Kirche der Äbtissin Marie von Denain schenkte. Der Ort wurde danach als Arboden, Harboden, Harbodin, Haburdin und Habourdin bezeichnet.
Besitzer von Haubourdin waren vom 13. bis zum 17. Jahrhundert die Burggrafen von Lille. Dann kam der Ort an das Haus Luxemburg-Ligny, das Haus Burgund und die Grafen von Saint-Pol. König Heinrich IV. verkaufte Haubourdin an Nicolas du Chastel, Seigneur de la Howarderie. Am 3. Oktober 1605 wurden Haubourdin und sein Umland, das bis dahin zum Hennegau gehörte, zur Vizegrafschaft erhoben. Der letzte Vicomte d’Haubourdin starb 1794 auf dem Schafott.

### Bevölkerungsentwicklung
| Jahr                       | 1962   | 1968   | 1975   | 1982   | 1990   | 1999   | 2011   | 2020   |
| Einwohner                  | 11.602 | 12.106 | 14.552 | 14.497 | 14.321 | 14.965 | 14.367 | 14.556 |
| Quellen: Cassini und INSEE |        |        |        |        |        |        |        |        |

## Sehenswürdigkeiten
- Kirche Saint-Maclou, 1867 erbaut von Jean-Baptiste Cordonnier
- Château Dervaux (Schloss im Quartier de l'Heurtebise)
- Ferme du Bocquiau (1703, ab 1466 bezeugt)
- Hôtel de ville (Rathaus) aus dem 18. Jahrhundert, früher ein Privathaus
- École de la Sagesse et la Chapelle (1820)
- Hôpital Jean de Luxembourg (1878)

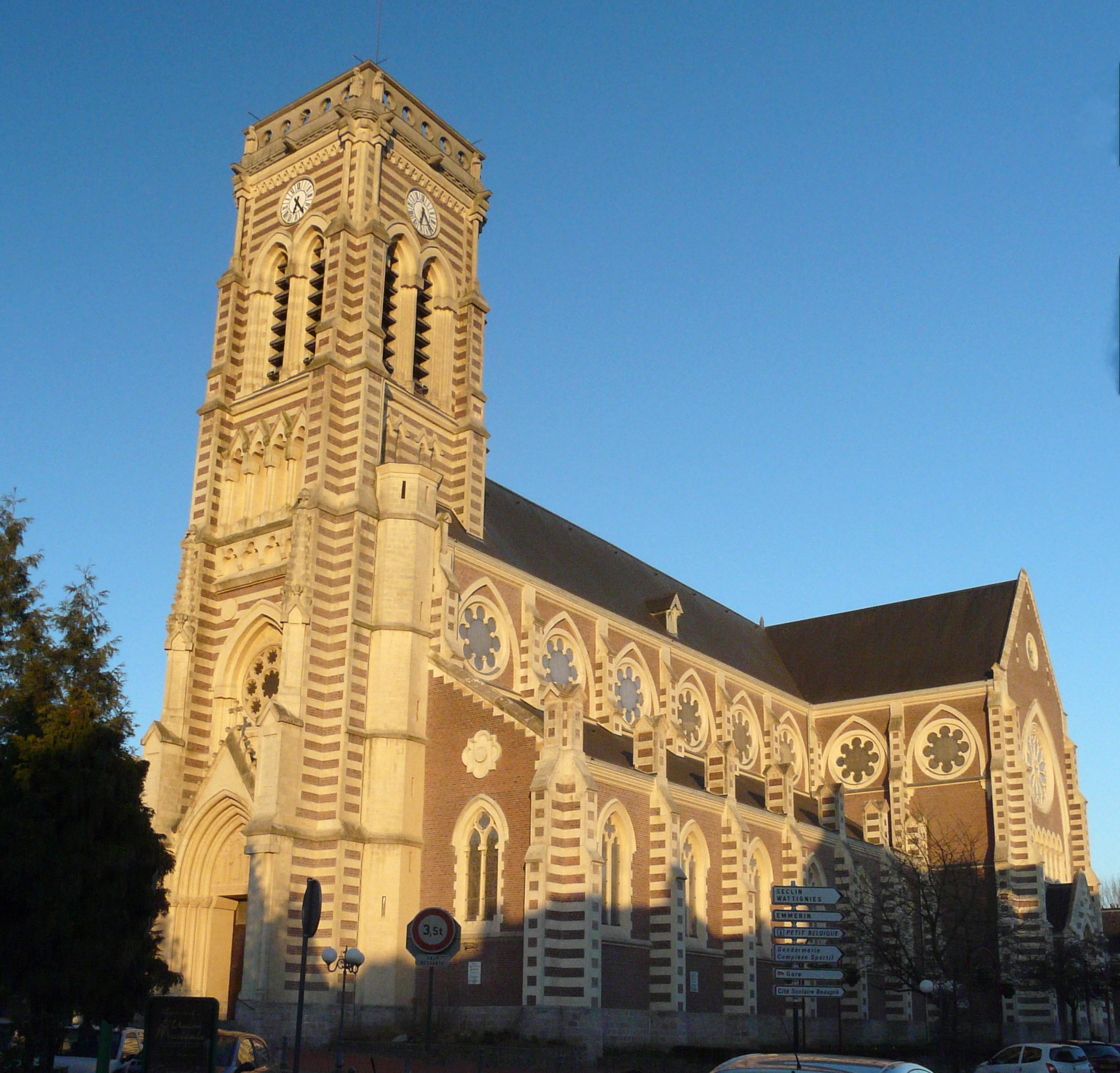
Kirche Saint-Maclou
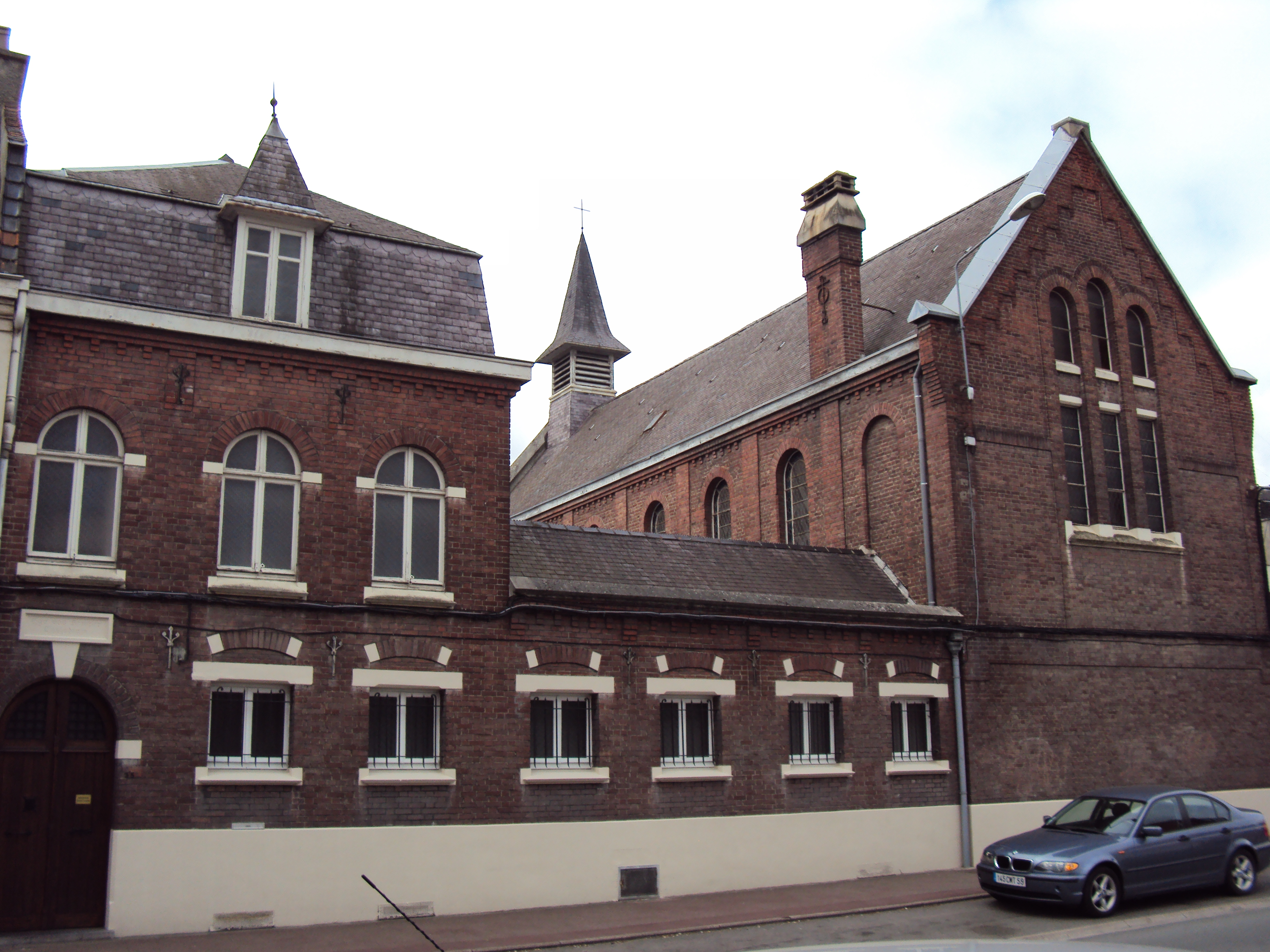
Ehemaliges Kloster
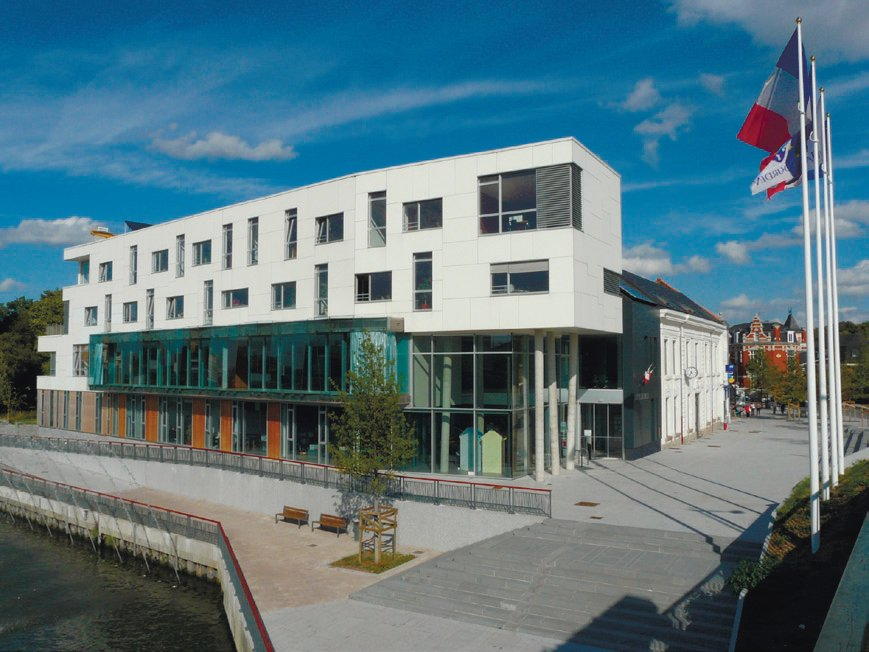
Rathaus (Hôtel de ville)
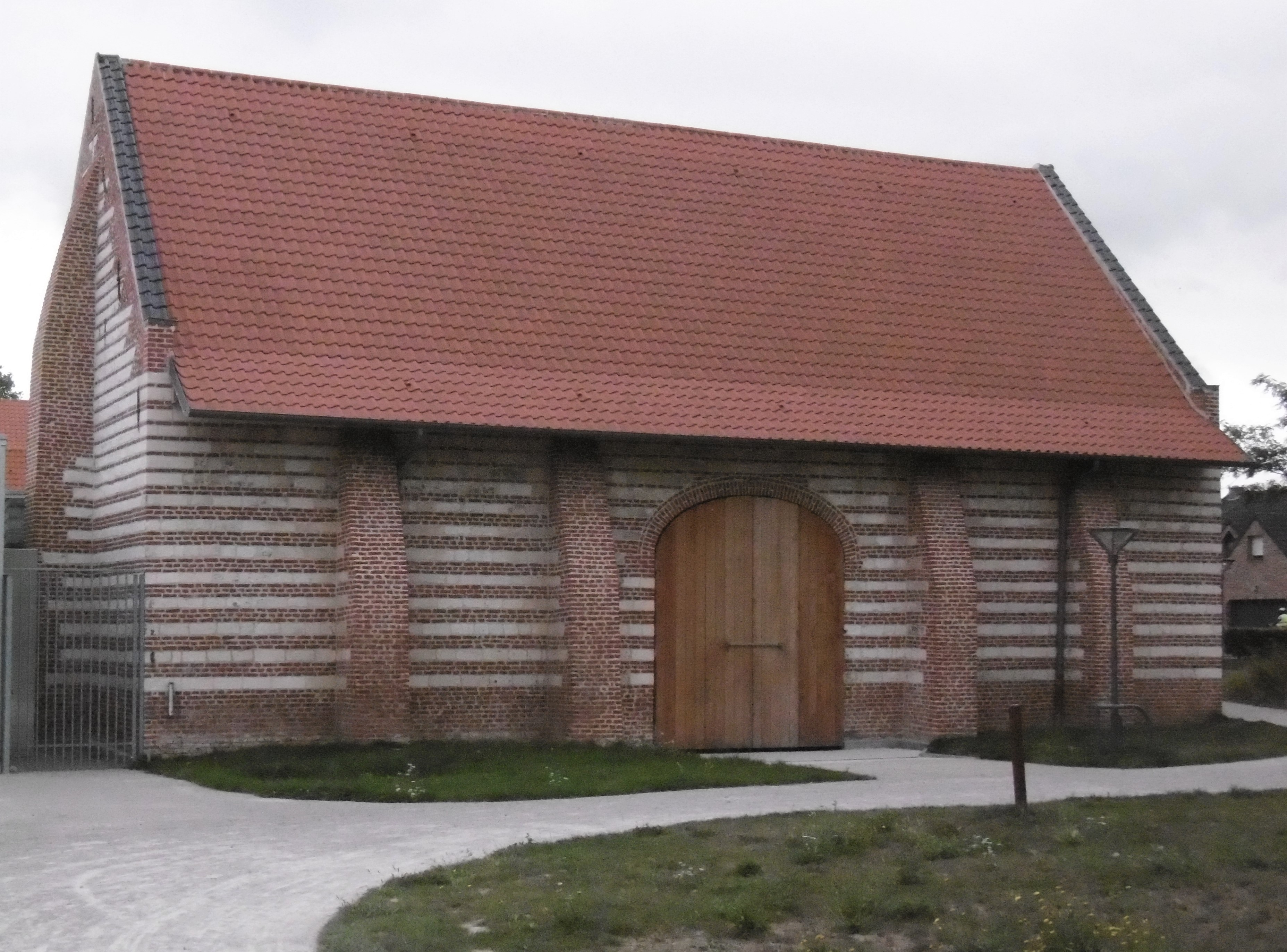
Ferme du Bocquiau
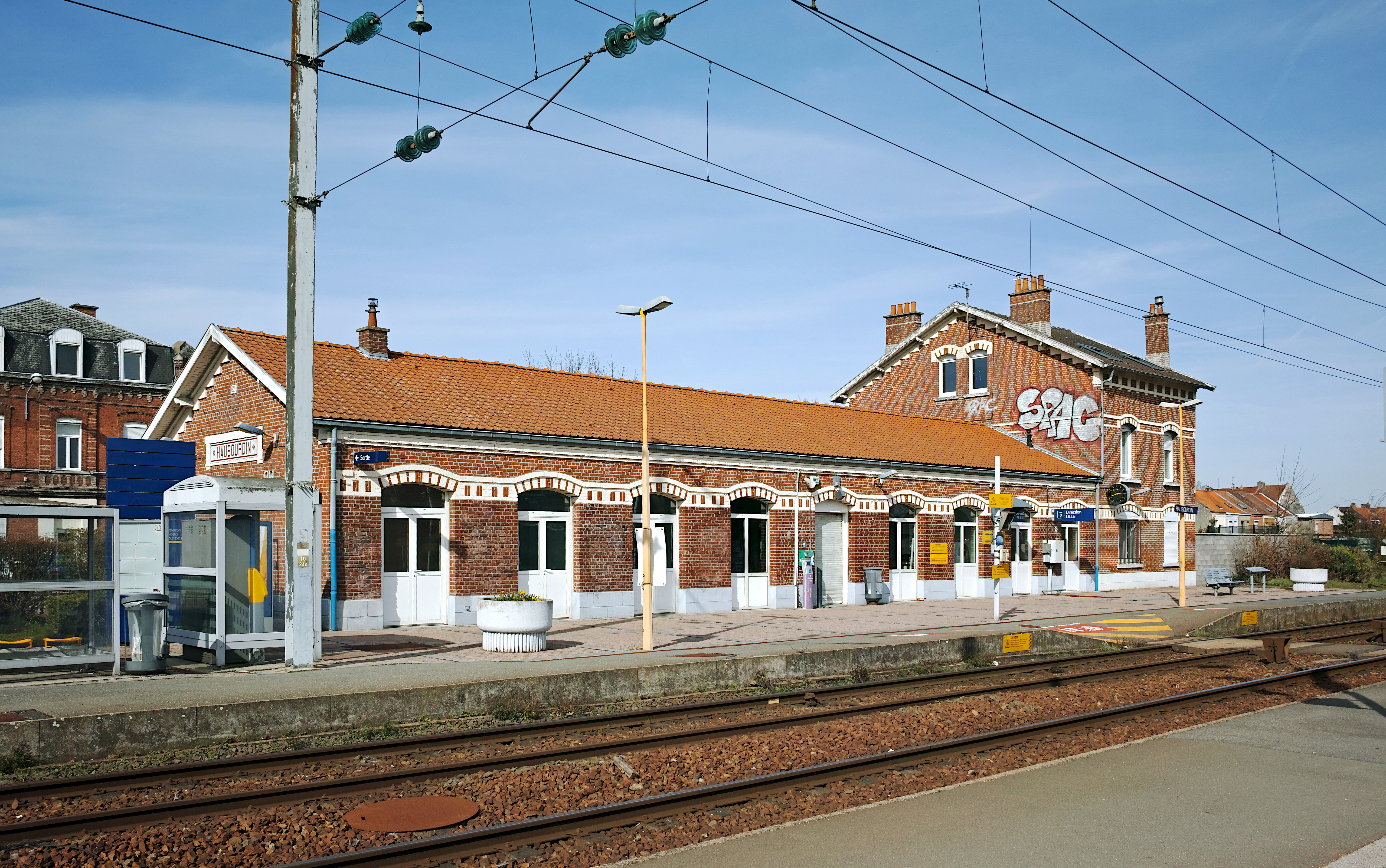
Bahnhof Haubourdin
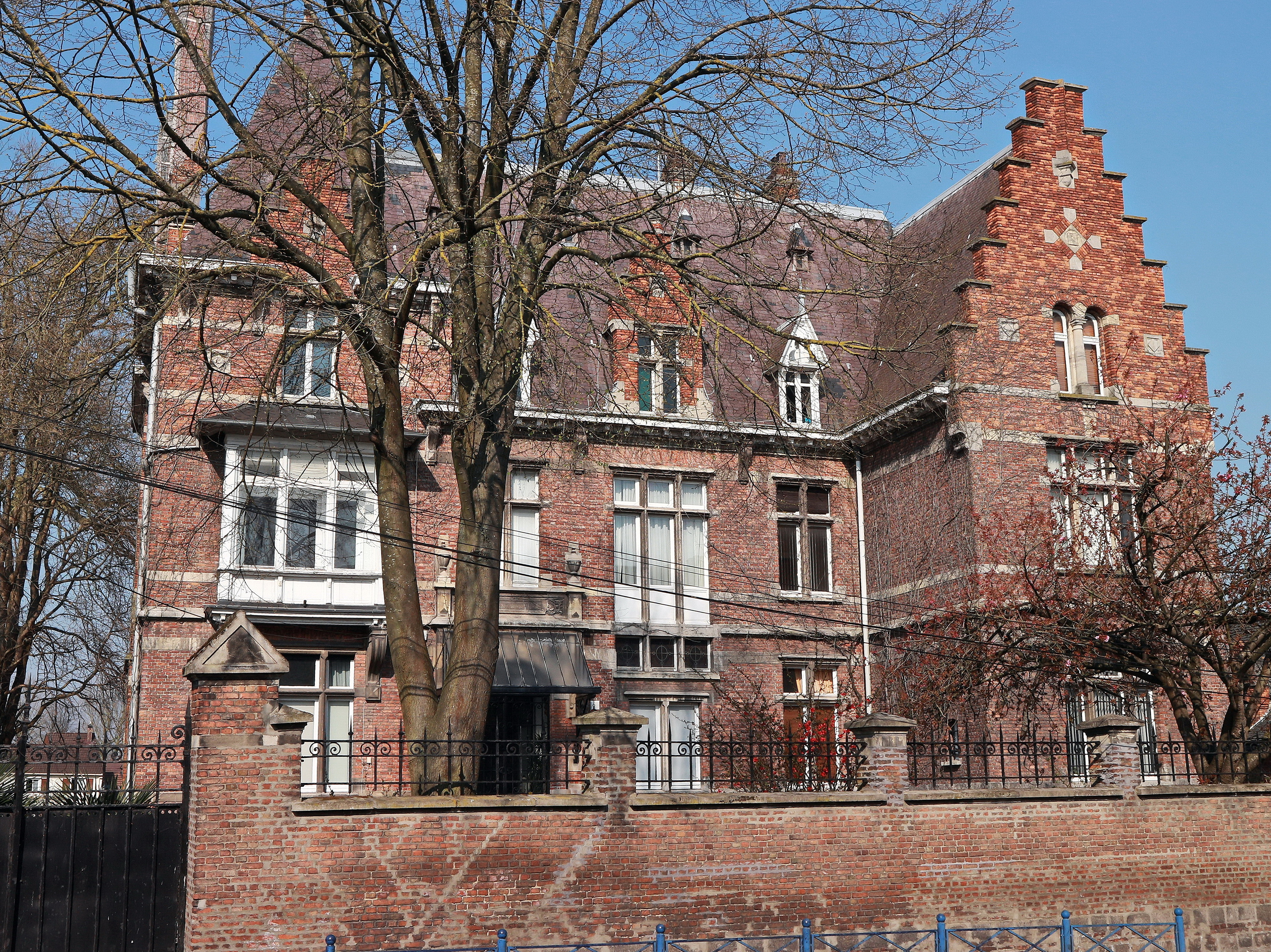
Herrenhaus in der rue Albert Vanderhaeghen
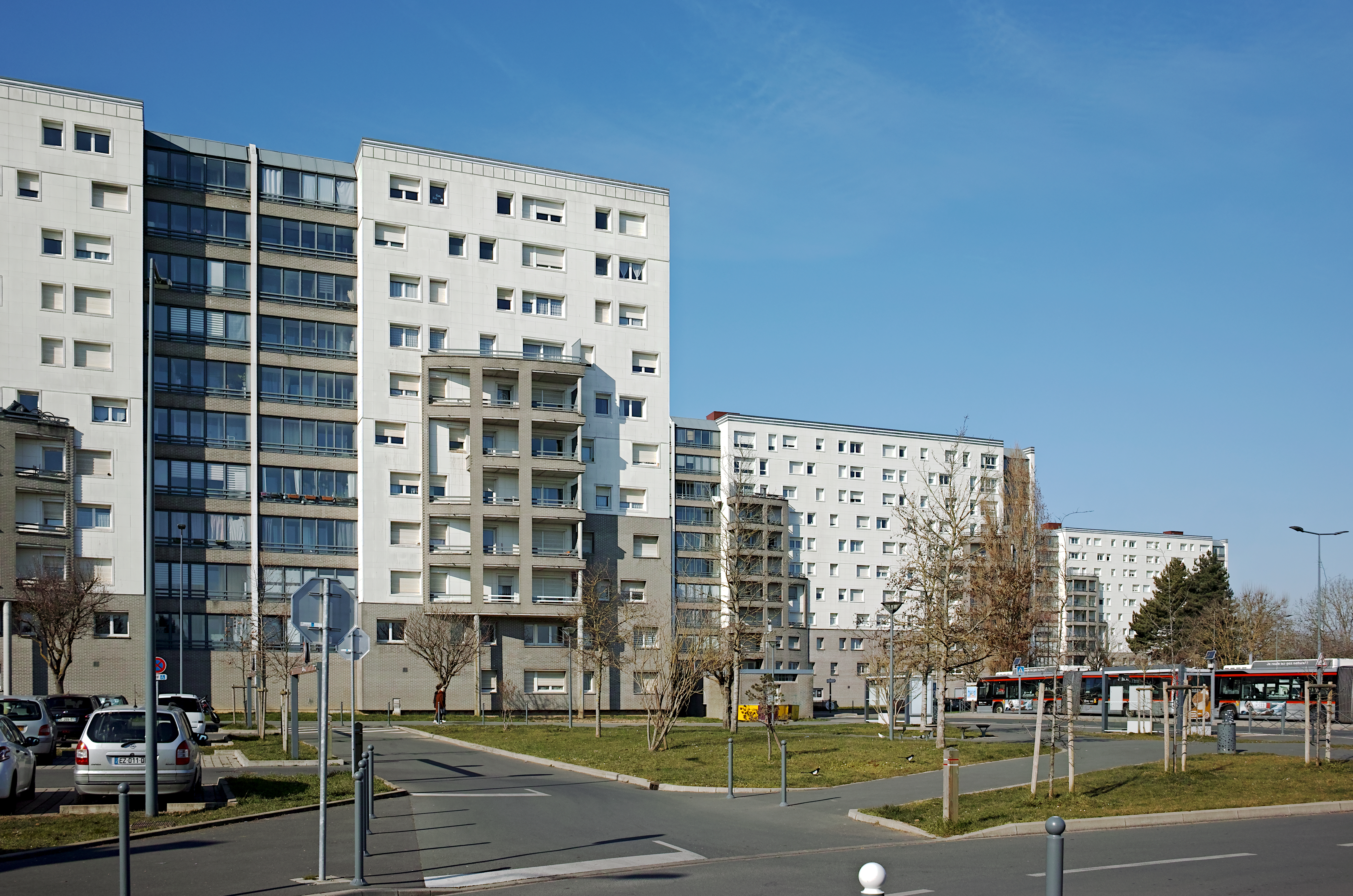
Plattenbaukomplex in der rue du Tapis Vert

## Städtepartnerschaften
- Jülich, Nordrhein-Westfalen, Deutschland, von 1964 bis 2013
- Halstead, Grafschaft Essex, Großbritannien

## Persönlichkeiten
- Jean-Baptiste Cordonnier (1820–1902), Architekt
- Louis Marie Cordonnier (1854–1940), Architekt, Sohn des Vorgenannten
- Jacques Vandier (1904–1973), Ägyptologe
- Léo Petit (1923–2017), Jazz- und Unterhaltungsmusiker